# Château de la Caraterie (Paulx)
Le château de la Caraterie est situé sur la commune de Paulx (mais également sur le secteur de Saint-Etienne-de-Mer-Morte) en Loire-Atlantique (France).

## Historique
À l'origine propriété de la famille de La Jou, il passa ensuite aux familles de Cornulier (alliance en 1651 de Charles de Cornulier avec Louise de La Jou, dame de la Caraterie), d'Escrots d'Estrée, Le Loup de La Biliais.
Le château actuel date du XIXe siècle et remplace un édifice plus ancien, incendié lors de l'insurrection royaliste de 1832.

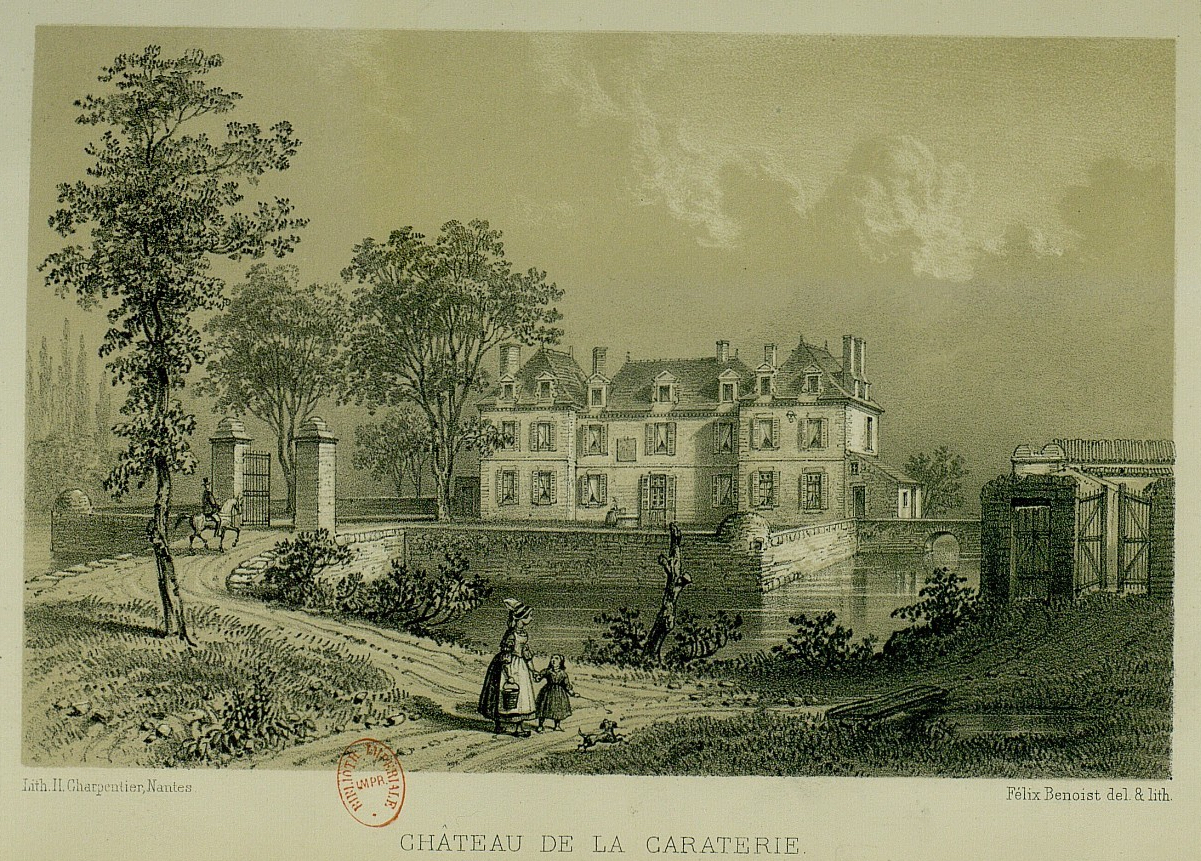
Le château de la Caraterie, représenté par Félix Benoist.

## Sources
1. ↑  « Saint-Etienne-de-Mer-Morte : Histoire, Patrimoine, Noblesse (commune du canton de Machecoul) », sur www.infobretagne.com (consulté le 7 mai 2017)
2. 1 2  « Histoire/Patrimoine », sur www.paulx.fr (consulté le 7 mai 2017)
3. ↑  René Kerviler, A. Apuril, Louis Marie Chauffier et Ch Berger, Répertoire général de bio-bibliographie bretonne, J. Plihon, 1er janvier 1808 (lire en ligne)